# National Bank of Greece
Die National Bank of Greece (NBG; griech.: Εθνική Τράπεζα της Ελλάδος (Ethnikí Trápeza tis Elládos)) ist das nach Bilanzsumme und Mitarbeiterzahl größte Kreditinstitut Griechenlands. Das Unternehmen mit Sitz in Athen ist als Universalbank tätig.
Die Aktie der NBG ist im Athex Composite Share Price Index an der Athener Börse gelistet. Die 1841 gegründete Bank entwickelte sich im frühen 20. Jahrhundert aus einer Staatsbank zu einer privatwirtschaftlichen Großbank.
Im Zuge der Griechischen Staatsschuldenkrise übernahm der griechische Rettungsfonds für Banken die Mehrheitsanteile an der National Bank (wie auch den Großinstituten Piraeus Bank und Alpha Bank).
Mit dem „NBG Historical Archive“ hat die Bank eine Institution, die wissenschaftlich die eigene Geschichte und die Finanzgeschichte Griechenlands aufarbeitet; sie betreut auch die Kunstsammlung der Unternehmensgruppe.

## Geschichte

### Als Noten- und Geschäftsbank

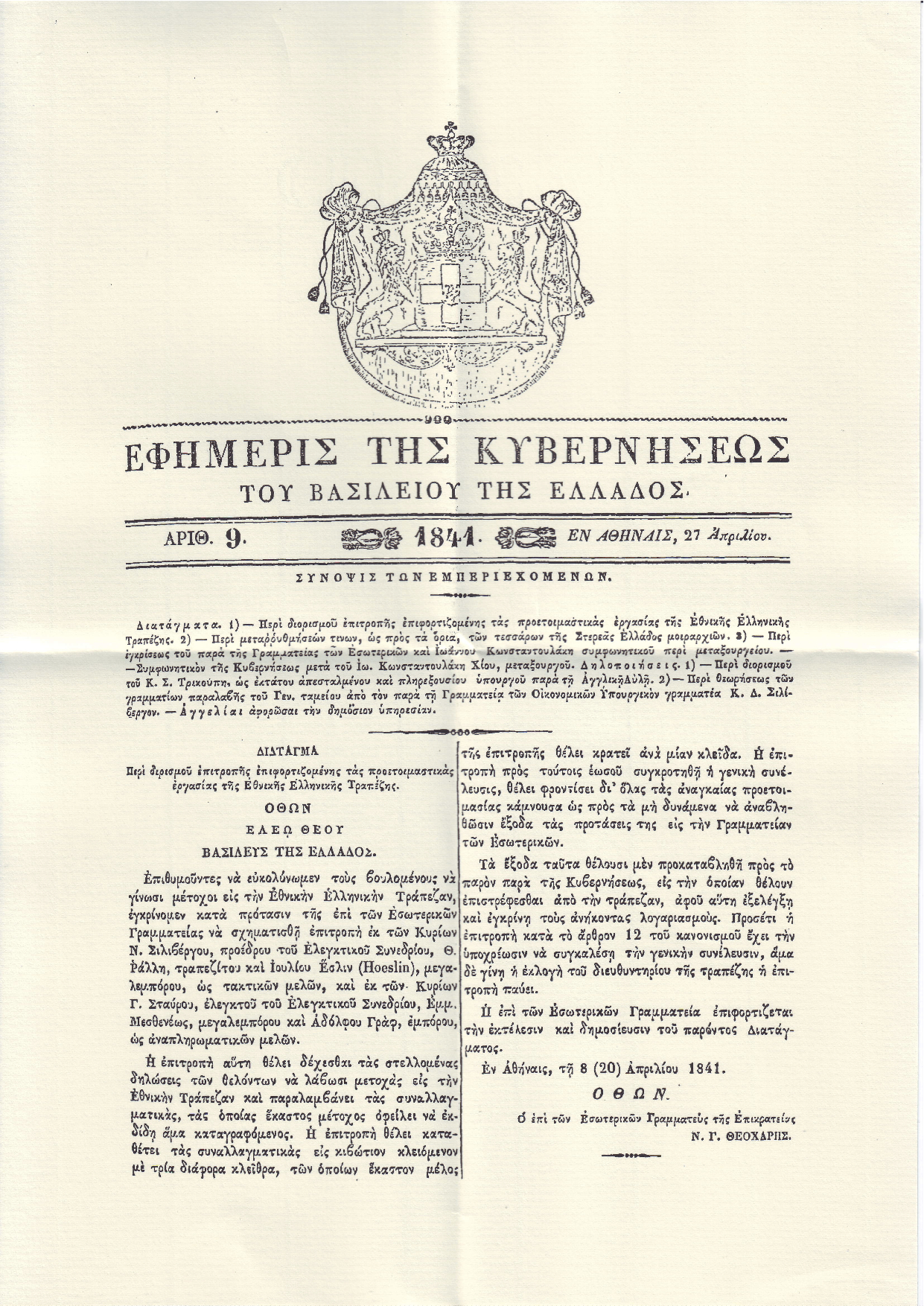
Königliches Dekret zur Gründung der National Bank of Greece, unterzeichnet von Julius von Hößlin am 27. April 1841

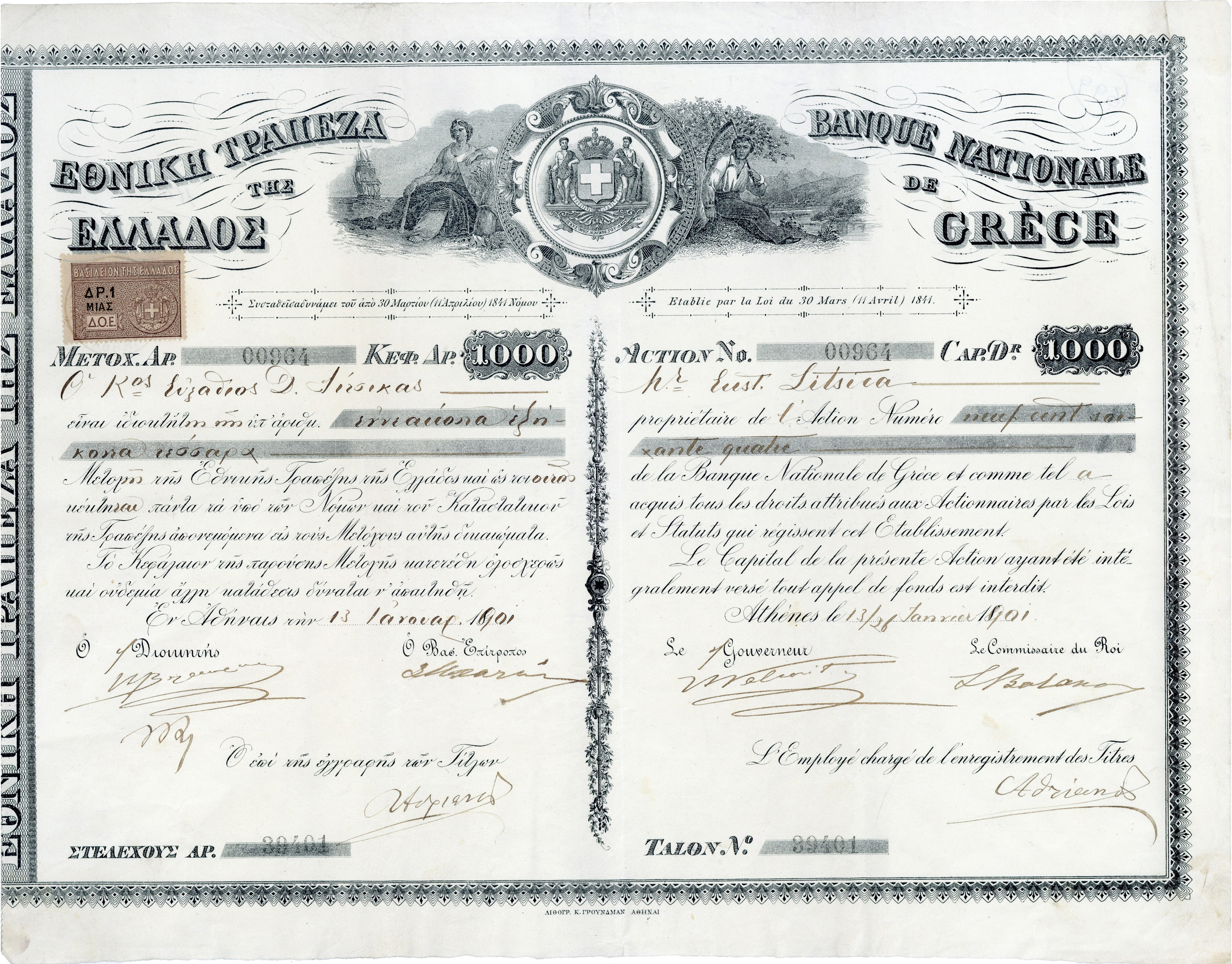
Aktie der National Bank of Greece über 1000 Drachmen, ausgegeben in Athen am 13. (26.) Januar 1901

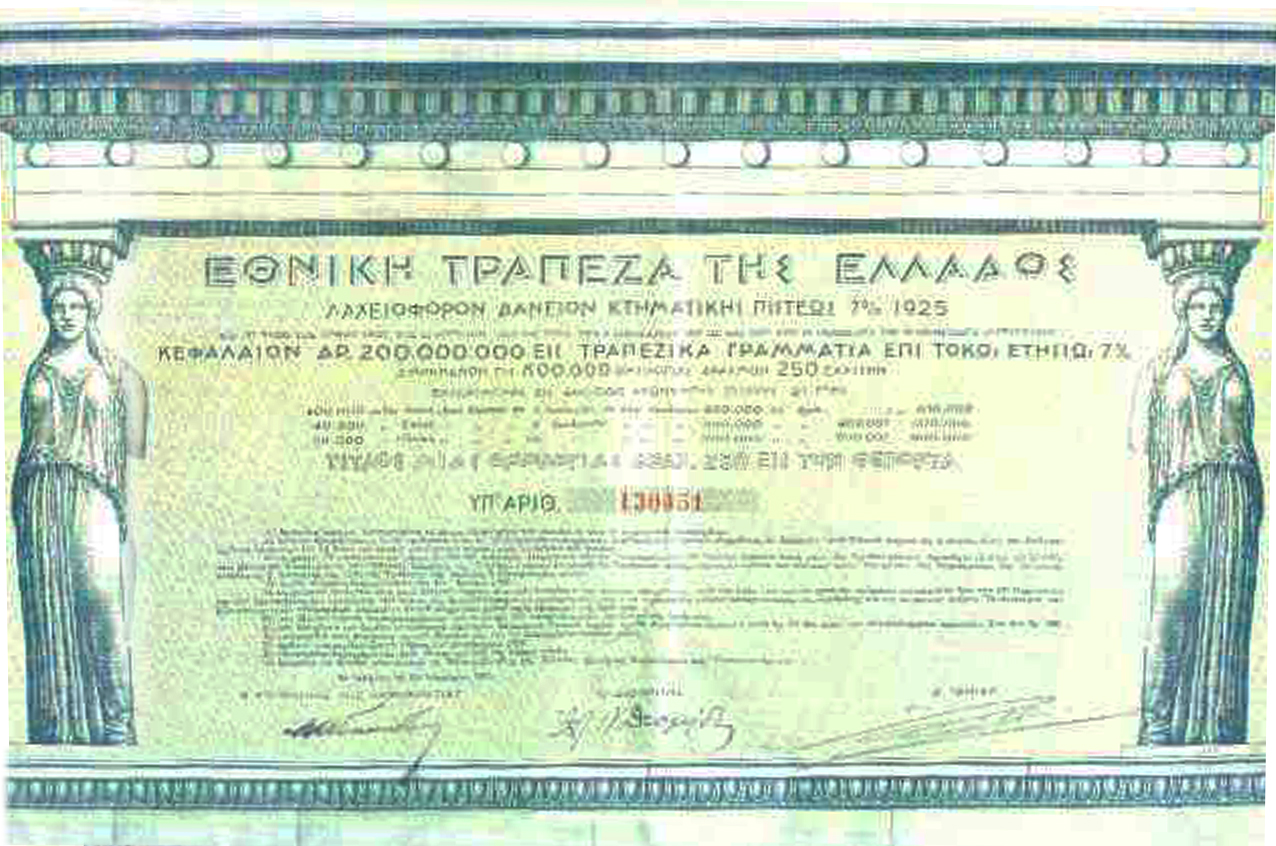
Aktie von 1925

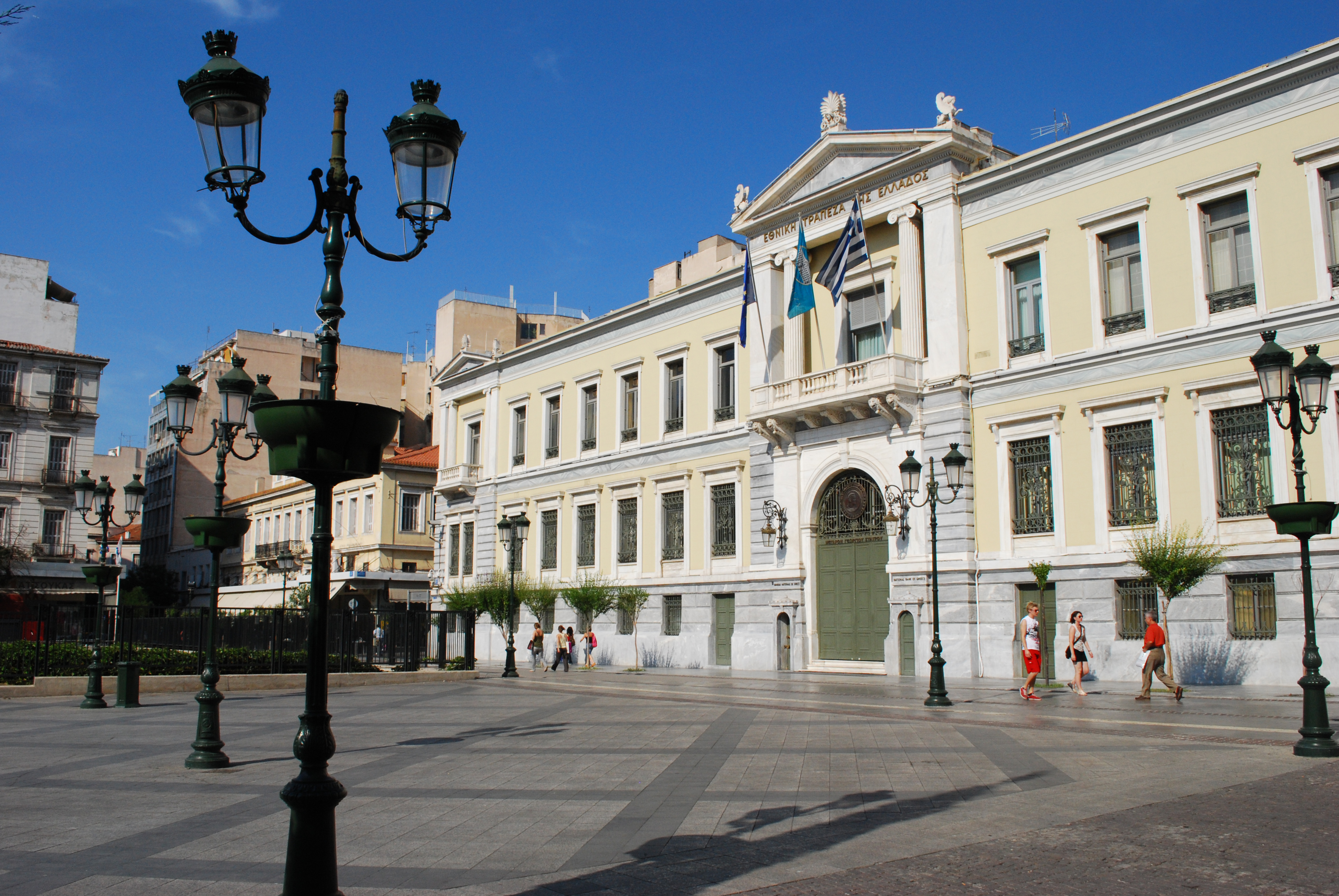
Das alte Nationalbankgebäude, wo sich bis 1962 auch der öffentliche Kassensaal befand, erbaut von Ernst Ziller

Ehemaliges Logo

Die „Griechische Nationalbank“ (so die zeitgenössische Übersetzung) wurde 1841 in Athen gegründet und ist somit heute die älteste Bank in Griechenland. Verausgabt wurden 5000 Anteile, von denen der Staat 1000 hielt. Ihren Geschäftsbetrieb nahm die Bank am 1. (13.) Juli auf, mit der Öffnung des ersten Geschäftshauses. Gründer war der Händler und Revolutionär Georgios Stavrou (1788–1869) aus Ioannina, der auch der erste Direktor war. Maßgeblich am Aufbau der Bank beteiligt waren der Philhellene und Bankier Jean-Gabriel Eynard sowie der Athener Bankier Julius von Hößlin. Der Tätigkeitsbereich umfasste das Emissions-, Diskont- und Grundkreditgeschäft, ab 1843 zusätzlich das Depositengeschäft und ab 1859 die Ausgabe von Anleihen. Zu den Käufern der verausgabten Fonds gehörten auch Ludwig von Bayern. Die Bank hatte auch das Recht erhalten, sich an privaten Unternehmen zu beteiligen und eine eigene Versicherung zu gründen. Der Gewinn, welcher als Dividende halbjährlich an die Anteilshaber ausgeschüttet wurde, belief sich auf 8,75 % jährlich. Über die wirtschaftliche Erfolge der Bank berichtete 1849 die Neue Münchener Zeitung:

„In Erwägung der großen Sicherheit welche die k. griechische Nationalbank durch die auf Grund und Boden auszuleihenden Fond ihren Aktionären gewährt, ferner des kurzen Zeitraums ihres Bestehens fällt den vorstehenden Ziffern in die Augen, daß die Erfolge der Bank zu Athen noch nicht erreicht worden sind von irgend einem Unternehmen der europäischen Handelswelt“

Auch der preußische Vizekonsul von Zante erwähnt die Bank 1865 positiv in seinem Vierjahresbericht: 

„Die Griechische Nationalbank ein übrigens sehr solides und vorzüqlich geleitetes Privat-Unternehmen“

Ausdrücklich als Provisorium bis zur Gründung einer Agrarbank erfolgte 1861 die Kreditvergabe an Landwirte, zuvor war dies nur Geschäftsleuten vorbehalten. Diese wurden als Personalkredite gegen Bürgschaften auf Hypothekenbasis vergeben.
Seit 1888 werden Aktien des Unternehmens an der Athener Börse gehandelt. Ende des 19. Jahrhunderts konkurrierte die Bank überregional mit der Banque d’Athènes und der Banque d'Orient sowie weiteren regionalen Kreditinstituten.
Die National Bank of Greece fungierte auch als Zentralbank Griechenlands und gab neben der Ionian Bank (für die Ionischen Inseln) die griechischen Banknoten heraus.
Im 19. Jahrhundert begannen auch die Kulturförderung der Bank. Der Künstler Nikiphoros Lytras (1832–1904) wurde engagiert, die Direktoren der Bank zu Porträtieren und Auftragsarbeiten anzufertigen.

### Beginn als Geschäftsbank
Das Jahr 1928 und 1929 führte zu wesentlichen Änderungen im griechischen Bankwesen, die auch die NBG beeinflussten. Das Agrarkreditgeschäft wurde an die neue Agrarwirtschaftsbank übertragen, das Hypothekengeschäft an die neue Nationale Hypothekenbank und die zentralbanklichen Aufgaben auf die neugegründete Bank von Griechenland. Erstmals regelte das Gesetz Nr. 5076, das 1931 verabschiedet wurde, umfassend die Aufgaben und Pflichten von Banken, sowie die Installation einer Bankenaufsicht. Aufgrund der geringen internationalen Verflechtung überstand die NBG die Weltwirtschaftskrise ohne nennenswerte Verluste.
Während der Besetzung Griechenlands wurde die Bank zwangsweise im April 1941 unter die Verwaltung der Deutschen Bank gestellt. Von Seiten der Besatzungsmacht wurde behauptet, dass dies zu vermehrten Investitionen deutscher Unternehmen führen würde. Faktisch diente dies vornehmlich der Erschwerung der Geschäftsbeziehungen zu anderen Ländern und der Erleichterung der Transaktionen in Bezug auf griechische Rohstoffvorkommen, allem voran des kriegswichtigen Chrom und Bauxit.

### Die staatliche beeinflusste Oligopolisierung
1952 wurde die Banque d’Athènes erworben, die zu jener Zeit die zweitgrößte Geschäftsbank Griechenlands war, 1962 wurde diese mit der NBG fusioniert. Der Hauptsitz dieser Bank an der Stadiou Straße wurde zum zentralen öffentlichen Kassenraum und ersetzte den bisherigen öffentliche Kassenraum der National Bank of Greece in der Aeoloustraße. Mit der Ethnokarta (ΕΘΝΟΚΑΡΤΑ) brachte die Bank die erste Kreditkarte in Griechenland heraus, welche später von Mastercard übernommen wurde.
Neben der NBG bildete sich die Emporiki Bank als die zweitgrößte Bank heraus. Beide Banken dominierten bis zur Deregulierung in den frühen 1990er Jahren den nationalen Markt sowie wirtschaftliche Transaktionen von und nach Griechenland. Die NBG hatte Auslandsniederlassungen und Tochtergesellschaften in vielen Metropolen weltweit.

### Deregulierung des Marktes, Gründung der NBG Group
Die Deregulierung des griechischen Bankenmarktes führte zu einer strategischen Neuausrichtung der National Bank of Greece. Fortan hatte die Bank mit mehr Wettbewerb auf dem griechischen Markt zu rechnen, da bisherige spezialisierte Banken nun auch als allgemeine Geschäftsbanken auftraten, nun häufig auch unter der Führung ausländischer Muttergesellschaften.
Der Verkauf der nordamerikanischen Tochterunternehmen Atlantic Bank of New York (2006) und der zehn Filialen der NBG Canada an die Bank of Nova Scotia (2005) dienten der Finanzierung der Expansion in Südosteuropa, wo bessere Wachstumschancen existierten als auf dem gesättigten nordamerikanischen Markt, wo die NBG ohnehin nur eine Nischenrolle einnahm. Auch wurden nahezu alle europäischen Niederlassungen geschlossen, darunter auch die NBG Bank Deutschland. (Das Bürogebäude in der Frankfurter Gutleutstraße befindet sich jedoch weiterhin im Besitz der NBG.)
Die Neuerwerbungen umfassten die rumänische Banca Românească und serbische Vojvođanska Bank sowie eine 42-Prozent-Beteiligung an der türkischen Finansbank, die später zur Mehrheitsbeteiligung aufgestockt wurde. Ein Markteinstieg in die Ukraine und Russland wurde geprüft, jedoch für zu riskant befunden. Bis 2017 trennte sich die NBG von den ausländischen Beteiligungen.

### Im Sog der Krise
Als die Ratingagenturen die griechischen Staatsanleihen relativ kurzfristig von einer Geldanlage zu Junk-Bonds erklärten, brach auch der Aktienkurs der NBG ein, nach einem negativen Bericht von S&P am Folgetag um 10 % es folgte eine Halbierung des Kurses innerhalb von Monaten. Noch zu Beginn der Griechenland-Krise Ende 2009 hatte die NBG ihren Bestand an griechischen Staatsanleihen von 16,2 auf etwa 18 Milliarden Euro aufgestockt; sie begann jedoch relativ rasch mit einem Ausverkauf dieser. Laut ihrem Bericht für das erste Quartal 2011 hat die NBG inzwischen 4,8 Milliarden Euro davon verkauft; Ende März 2011 besaß sie noch 13,2 Milliarden Euro davon. Der Versuch sich möglichst aus der Krise rauszuhalten, bremste letztendlich nicht die Talfahrt der Aktie der Bank.
Im europäischen Stresstest 2010 erreichte die Bank eine Eigenkapitalquote von 10,8 % Prozent und damit sowohl deutlich
mehr als andere europäische Banken. Die von der Europäischen Bankenaufsicht (EBA) geforderte Mindestkernkapitalquote von 9 % wurde somit erfüllt.
Im Februar 2011 machte die NBG der Alpha Bank ein Übernahmeangebot. Dieses wurde zwar zurückgewiesen, auch anschließende Verhandlungen führten zu keinem Ergebnis. Der Aufsichtsratsvorsitzende Vasilis Rapanos, wurde 2012 zum Finanzminister Griechenlands berufen, trat den Posten jedoch aufgrund seines sich rapide verschlechternden Gesundheitszustandes nicht mehr an.
Im Januar 2013 wurde die Übernahme der EFG Eurobank Ergasias geprüft, schließlich jedoch verworfen. Am 29. April 2013 stimmten die Aktionäre einer Kapitalerhöhung zu. Im November 2013 trennte sich die NBG von der Mehrheitsbeteiligung an der Immobilienfirma Pangaia, die an eine Investorengruppe für 653 Mio. Euro veräußert wurde.
Am 4. Dezember 2015 genehmigte die Europäische Kommission Staatshilfe in der Höhe von 2,71 Milliarden Euro.
Im Dezember 2015 gab NBG bekannt, dass sie ihre türkische Tochterbank Finansbank an QNB aus Katar um 2,75 Milliarden Euro verkaufen wird. Im Dezember 2016 wurde bekannt, dass NBG die Mehrheit ihrer bulgarischen Tochterbank United Bulgarian Bank an KBC verkaufen wird.
2017 hat die Bank zusammen mit Wirecard Alipay in Griechenland eingeführt, das sich insbesondere an chinesische Touristen wendet.

## Leitung
Der Chef (CEO) ist Leonidas E. Fragkiadakis. Der vorherige CEO Alexandros Tourkolias (seit 26. November 2010) kündigte am 8. Februar 2015 seinen Rücktritt an Kurz zuvor hatte es einen Regierungswechsel gegeben hin zum Kabinett Alexis Tsipras I gegeben.

## Unternehmensverantwortung
Die National Bank of Greece bekennt sich zu ihrer gesellschaftlichen Verantwortung als global agierendes Unternehmen (Corporate Social Responsibility) gemäß ihrer NBG Group CSR Policy. Ergänzt wird diese mittlerweile durch die Environmental Policy Statement of National Bank of Greece genannte Umweltbilanz sowie den jährlich erscheinenden Corporate Social Responsibility Report.
Auffallend ist, dass man sich nach wie vor am traditionellen Bild des Mäzenatentums orientiert, und weniger am publikumswirksamen Sponsoring. So wird das Übersetzen oder das Verlegen von universitären Lehrbüchern finanziert, mit dem Ziel das Ansehen der Bank nachhaltig zu prägen.

### Das NBG Historical Archive
Bereits 1864 begann die Bank mit einer Aufarbeitung des Bestandes an historischen Dokumenten. 1920 folgte der Bau eines eigenen Archivgebäudes, ab 1938 wurde historisches und vertrauliches Kundenmaterial voneinander getrennt, um Wissenschaftlern einen Einblick in Unterlagen der Bank gewähren zu können. 1962 wurde die institutionelle Verankerung eines Archivs zum 125. Jubiläum der NBG 1966 beschlossen. Es musste schon 1967 nach Verordnung der Junta schließen und nach deren Ende öffnete es erst 1977. Es ist heute das umfassendste historische Wirtschaftsarchiv Griechenlands und organisiert seit 2002 auch öffentliche Ausstellungen. Seit 2005 darf es auch Archivare ausbilden.

### Die Kulturstiftung

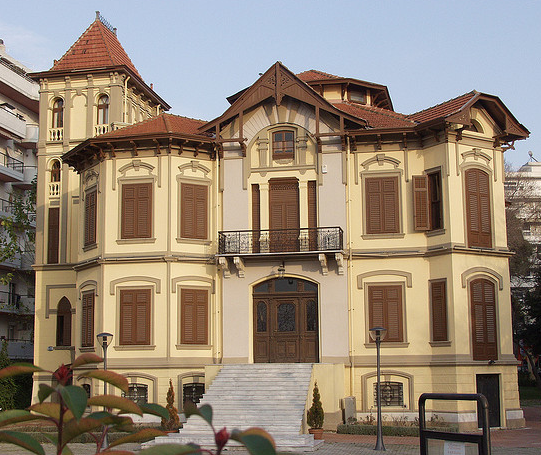
Die Dependance der Kulturstiftung in Thessaloniki

Die Cultural Foundation of the National Bank (Morfotiko Idryma Ethnikis Trapezis, MIET) wurde 1966 gegründet und nahm ihre Tätigkeit (unterbunden aufgrund der Bedingungen unter der Griechischen Militärdiktatur) 1974 auf. Die Stiftung unterhält drei Standorte: Athen, Thessaloniki und Patras.

### Die Bibliothek
Seit 1919 existiert die Library of National Bank of Greece. Sie ist öffentlich zugänglich. Eine Ausleihe ist nur Angestellten der NBG Group und externen Partnerbibliotheken gestattet.

## Mitgliedschaften
- Hellenic Network for Corporate Social Responsibility
- Hellenic Bank Association (HBA)
- Athens Chamber of Commerce and Industry (ACCI)
- Foundation for Economic and Industrial Research (ΙΟΒΕ)
- Young Entrepreneurs Association (SEN)
- European Association for Banking and Financial History
- Inter-Alpha Group of Banks
- Institute for Corporate Culture Affairs (ICCA). Das ICCA wurde von der NBG zusammen mit der Deutschen Bank 2004 gegründet, heute gehören diesem 6 weitere Konzerne an.